# Леопарди, Джакомо
Джа́комо Леопа́рди (итал. Giacomo Leopardi, 29 июня 1798, Реканати, Мачерата — 14 июня 1837, Неаполь) — крупнейший романтический поэт Италии, выразитель беспросветной «мировой скорби». Известен также как моралист и филолог.

## Биография
Выходец из провинциальной аристократии. Отец его, граф Мональдо Леопарди (1776—1847), был весьма образованным человеком и небезызвестным публицистом крайне консервативного и клерикального направления. Мать, маркиза Аделаида Античи (1778—1857), приходилась мужу двоюродной сестрой и обладала тяжёлым, властным характером. 

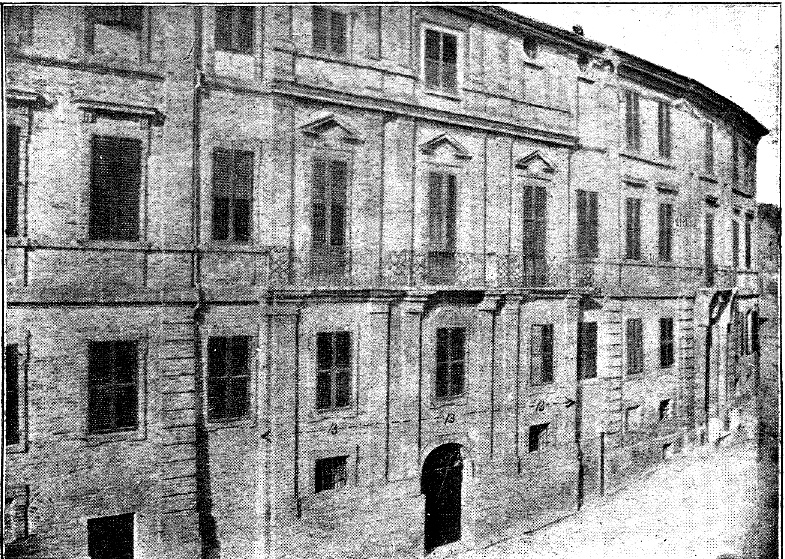
Дворец в Реканати, где Леопарди провёл большую часть жизни

Как часто бывает при инбридинге, Джакомо был болезненным ребёнком. В юном возрасте перенёс лихорадку или воспаление лёгких, что привело к сильному сколиозу и ревматоидному артриту. Долгое время считалось, что у него был туберкулёз костей, однако современные медики предпочитают говорить о ювенальном спондилите. В письмах Леопарди сетовал на «расстройства мочеиспускания, деформацию позвоночника, нарушения зрения, астению, низкий вес и рост, кишечные расстройства, а также легочные и сердечно-легочные осложнения».
Нарушение нормального телесного развития лишило его обычных для этого возраста занятий. Первые двадцать пять лет жизни прожил в отцовском доме в Реканати, точнее — в его библиотеке, где самостоятельно выучил греческий, латынь, иврит, английский и французский языки, пристрастившись к труду переводчика и комментатора. Крайне болезненный от природы, несчастливый в любви, он уже к двадцати годам доконал своё здоровье ночными бдениями над книгами.
В 1815 году литературные и философские труды Джакомо обратили на себя внимание его дяди по материнской линии Карло Античи, представившего их на экспертизу Франческо Канчельери. В ноябре 1822 года с разрешения отца дядюшка впервые привёз Джакомо в Рим.
Первые оригинальные стихи Леопарди обратили на себя внимание авторитетного литератора Пьетро Джордани. С ним, начиная с 1817 года, у Леопарди завязалась оживлённая переписка. Дружба и покровительство П. Джордани сыграли роль в дальнейшей литературной судьбе Леопарди. Он не только ввёл его в круг итальянских литераторов, но многие годы был его деятельным советчиком и руководителем.
Попытки позднее как-то устроиться в Риме, Милане, Флоренции, Пизе не принесли Джакомо успеха. В 1825 году он взялся было редактировать издания трудов Цицерона и Петрарки для издателя Стелла в Милане, поселившись в Болонье, где завёл дружбу с просвещённой графиней Мальвецци, но, не имея достаточных средств и здоровья для продолжения научных занятий, вынужден был вернуться в отцовское поместье.
В 1833 году он переехал в Неаполь. Последние месяцы жизни провёл на загородной вилле Карафа. Умер в Неаполе 14 июня 1837 года от сердечной недостаточности или отёка лёгких. Похоронен в Вергилиевом парке в Пьедигротте.

## Творчество
Поэтическое наследие Леопарди насчитывает всего несколько десятков известных стихотворений, впервые опубликованных в 1831 году под общим названием «Песни» (Canti). Эти произведения проникнуты глубоким пессимизмом, окрасившим практически всю жизнь их автора. В числе прозаических работ Леопарди — «Нравственные очерки» (итал. Operette morali), философские эссе, написанные в основном около 1824 года и опубликованные в 1827 году; «Мысли» (Pensieri), опубликованные посмертно в 1845 году; а также «Дневник размышлений» (Zibaldone), конгломерат разрозненных заметок, сделанных с 1817 по 1829 годы, опубликован лишь в 1900 году. 

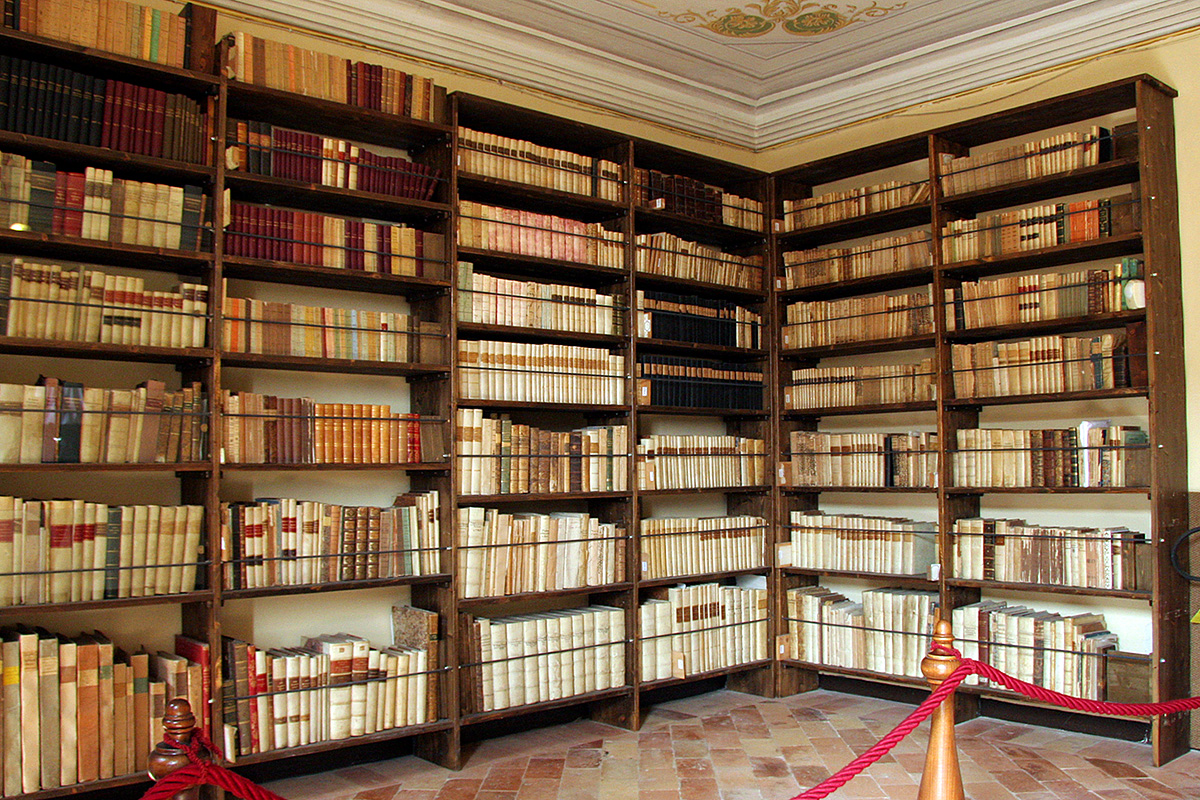
Библиотека Леопарди в Реканати

Жизнь Леопарди прошла в непрерывных поисках и разочарованиях. Провозгласив, что ему нужны любовь, огонь, желание и жизнь, он во всём терпел крушение. Большую часть жизни он прожил инвалидом и потому не смог принять предложений зарубежных университетов о сотрудничестве. Одним из главных источников отчаяния Леопарди было крепнущее убеждение в том, что христианство — ещё одна иллюзия; он был натурой глубоко мистической, и утраченная вера оставила после себя мучительную пустоту. Разочарование поджидало его и в политике: Леопарди мечтал об Италии, достойной республиканского наследия античности, а видел её поверженной под австрийским владычеством.
Приверженец теории Руссо об изначально доброй природе, Леопарди нередко выражал в стихах своё чувство естественной красоты. На создание таких стихотворений, как «Бесконечность», его вдохновили окрестности родного Реканати. Но рассматривая природу отвлечённо, как движущую силу вселенной, он находил её равнодушной и холодной. Нередко в одном произведении присутствуют оба взгляда, как в знаменитом стихотворении «Дрок» («Цветок пустыни»; La ginestra, 1836).
Поэзия Леопарди по сути своей лирична. В ней есть философские заключения или, вернее, скепсис, но нет сколько-нибудь цельной философской системы. Скорее её можно найти в его прозе. Благодаря познаниям в греческой филологии и культу классического стиля Леопарди считал себя классицистом, и этот взгляд разделяли и его современники. Однако ярко выраженный субъективизм заставляет отнести его скорее к романтическим последователям Руссо. Субъективность отличает как стихи, так и прозу Леопарди, хотя на первый взгляд его «Мысли» объективнее стихов и обнаруживают немалую психологическую проницательность.
Леопарди провозглашает воображение основным источником человеческого счастья. Воображение для него — бегство от реальности, из царства правды. Первое эссе «Нравственных очерков», «История человечества» (1824), представляет собой краткое изложение мировоззрения Леопарди и аллегорически отражает его собственный жизненный опыт: наивный энтузиазм, поиски совершенства, разочарование, усталость от жизни и, как следствие, отчаяние. В романтическом мировоззрении, разделяемом Леопарди, индивид, чувствуя себя несчастным, распространяет это состояние на всю вселенную и объявляет всякое существование страданием. Свой жизненный опыт Леопарди рассматривал как поиски истины, которая, будучи найденной, оказалась проклятием: если богам истина говорит об их блаженстве, человеку она лишь открывает глаза на безысходность его страданий. Отсюда убеждённость Леопарди в том, что знание губительно для счастья.

## Наследие

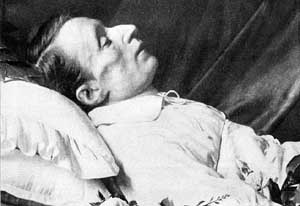
Леопарди на смертном одре

Воплощённый поэт мировой скорби, Леопарди был высоко оценён другим мыслителем-пессимистом — Артуром Шопенгауэром. В русской поэзии нередко сопоставляется с Баратынским.
На русский язык стихи Леопарди переводили Анна Ахматова и Анатолий Найман. Исследованиями его творчества занимались Себастьяно Тимпанаро и Лючия д'Эрамо. У Льва Лосева есть ироническое двустишие:
Как говорил горбун Леопарди:

«У меня есть горб — значит бога нет».
В честь Леопарди назван кратер на Меркурии.

## Публикации на русском языке
- Лирика. М.: Художественная литература, 1967
- Этика и эстетика. М.: Искусство, 1978
- Избранные произведения. М.: Художественная литература, 1989
- Нравственные очерки; Дневник размышлений; Мысли. М.: Республика, 2000
- Поэмы. М.: Летопись, 2001